# Loy Krathong

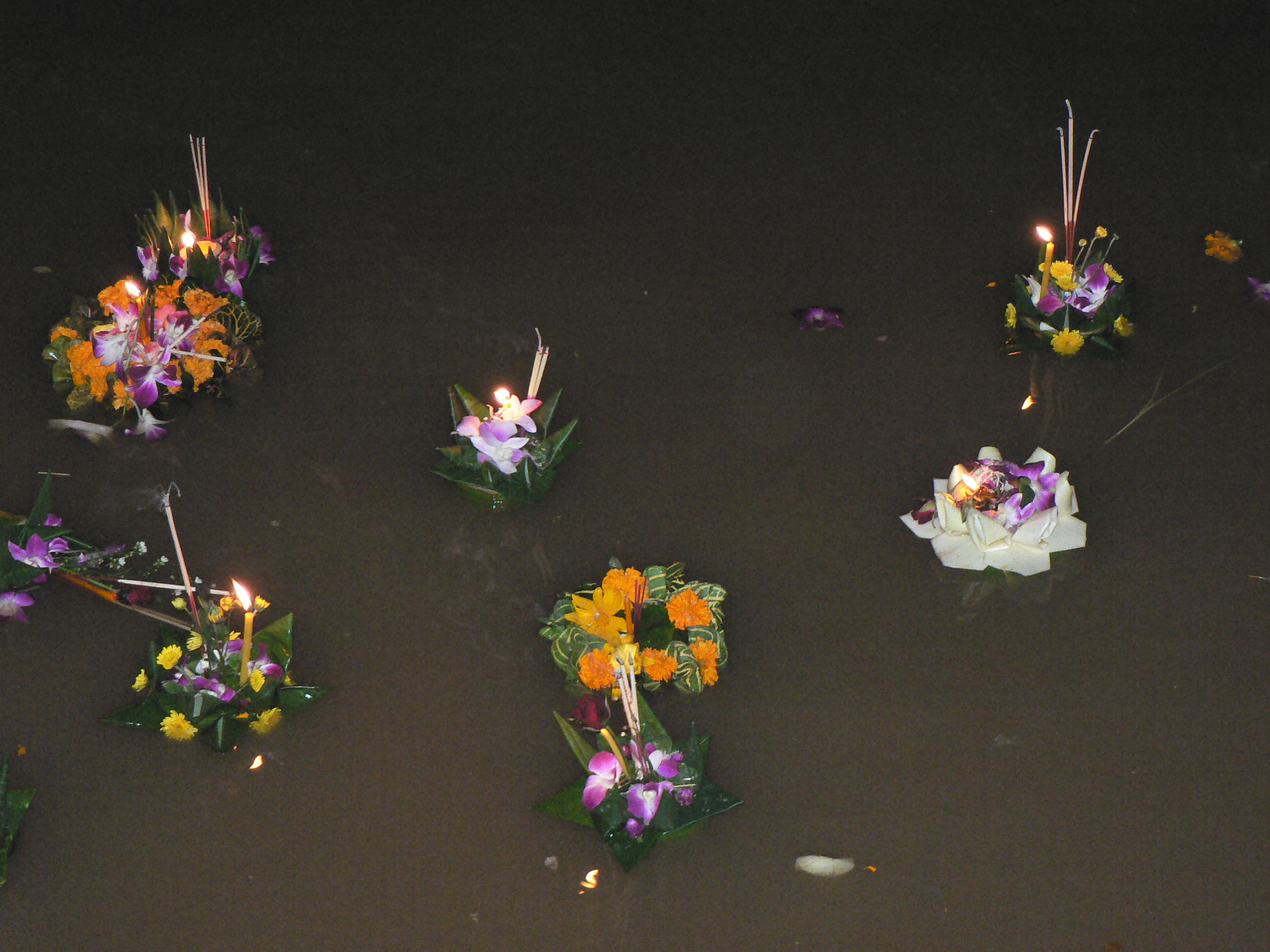
Krathongi

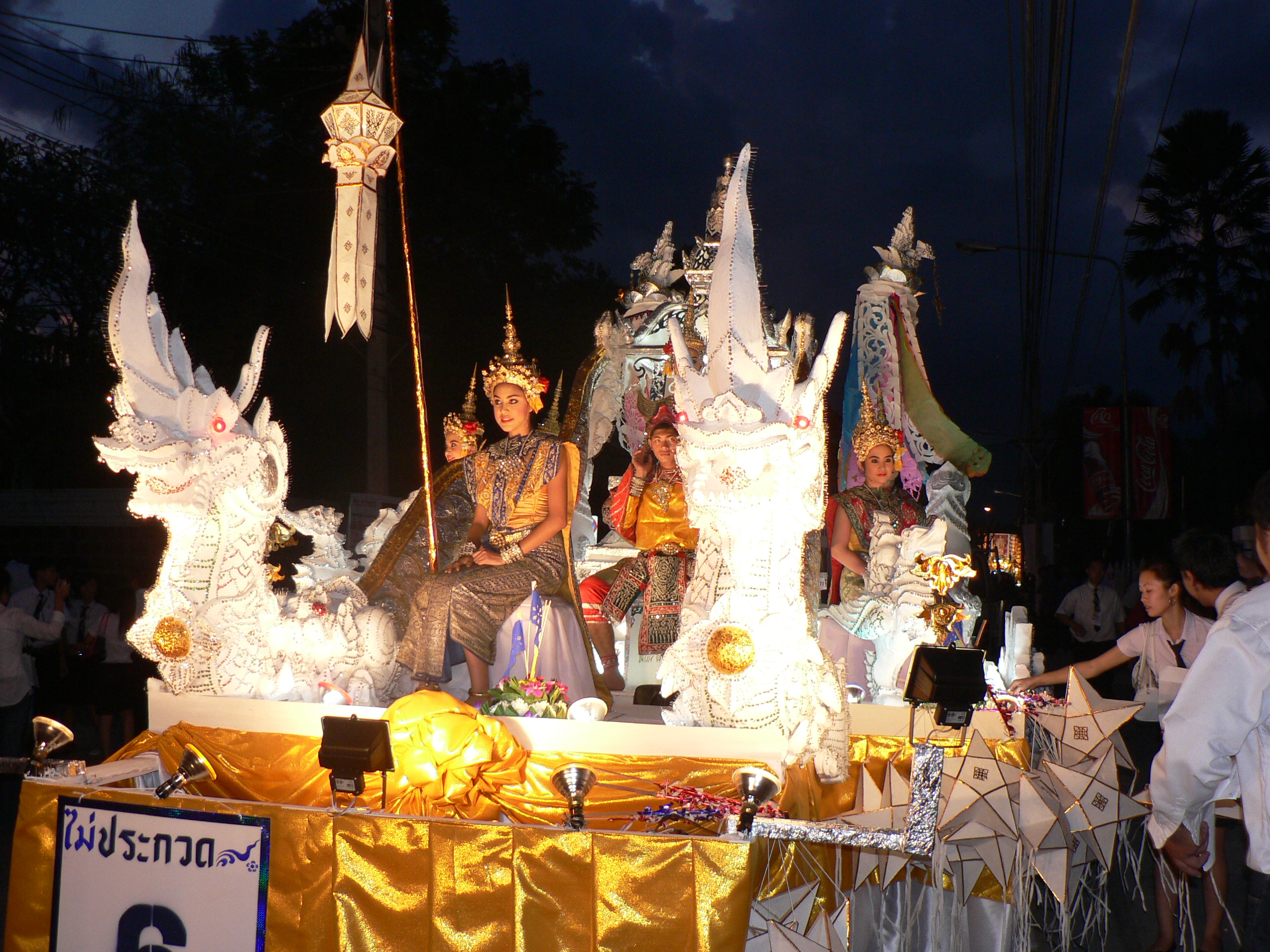
Loy Krathong w Chiang Mai

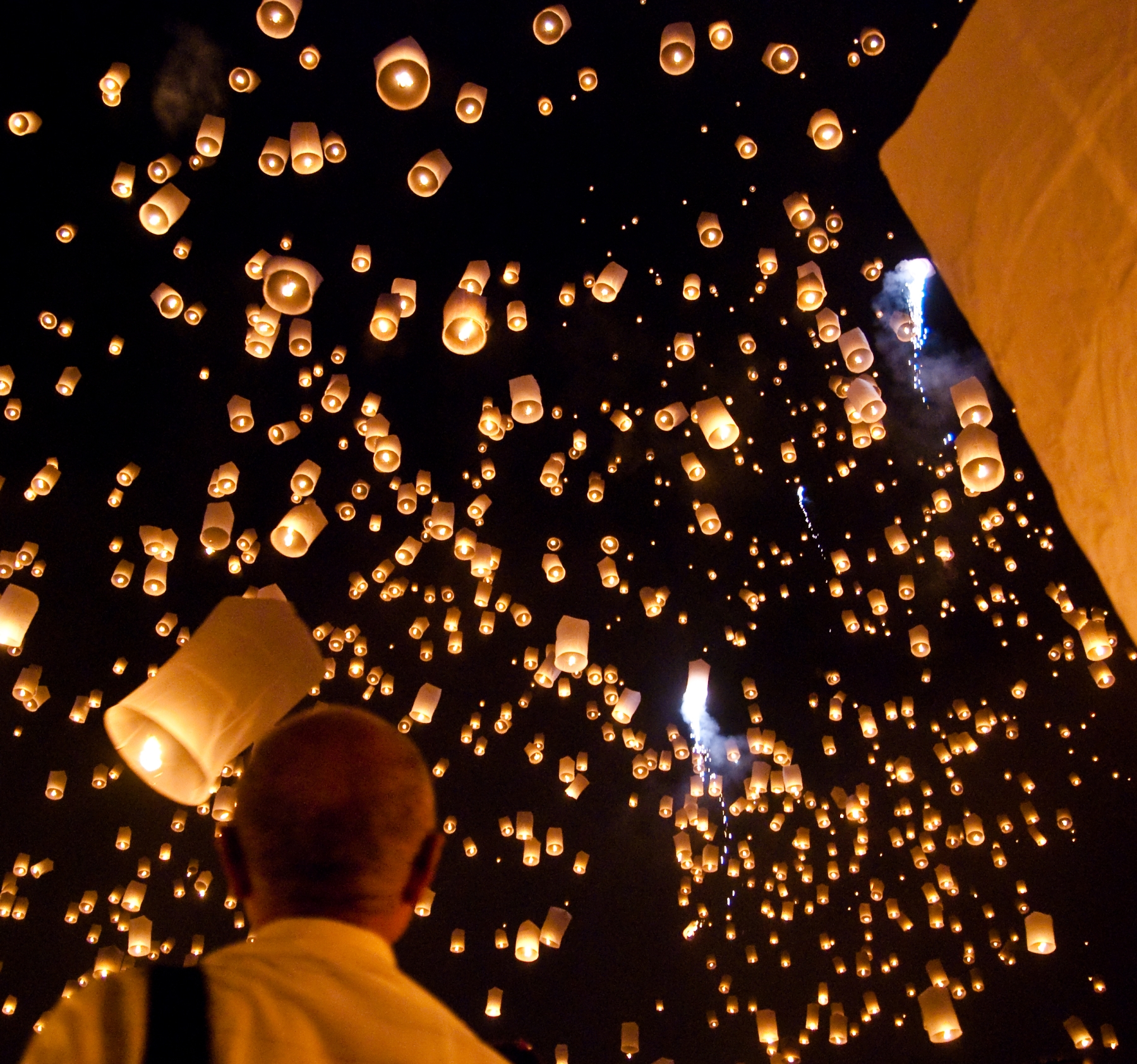
Khom fai

Loy Krathong (taj. ลอยกระทง) – święto obchodzone w Tajlandii podczas pełni księżyca w dwunastym miesiącu lunarnego kalendarza tajskiego, zwykle wypadające w listopadzie.
Nazwa oznacza dosłownie „spławianie tratewek”. Krathong to malutkie tratwy (wielkości dłoni), tradycyjnie robione z kawałka pnia bananowca, ozdobione kwiatami, świeczkami, kadzidełkami itd. Organizowane są barwne procesje, puszczane są również khom fai (khom loi), unoszące się w powietrzu cylindryczne balony z papieru z kłębkiem bawełny nasączonej naftą, która po podpaleniu nagrzewa powietrze w balonie, unosząc go do góry. Krathong i hhom fai mają zabierać ze sobą nieszczęście i pecha.
Początki tradycji wywodzą się ze starożytnych Indii, gdzie była to ceremonia oddawania czci bogom Śiwie, Wisznu i Brahmie, w której składano w ofierze latarnie wykonane z papieru i świec. Król Rama IV zaadaptował ceremonię dla potrzeb buddystów jako obchody uhonorowania Buddy.